# Kallbach (Urft)
Der Kallbach ist ein etwa sieben Kilometer langer, orographisch linker Nebenfluss der Urft auf dem Gebiet der Gemeinde Kall im nordrhein-westfälischen Kreis Euskirchen. Im Oberlauf bis zur Einmündung des Salbersbachs heißt der Bach auch Weiersbach.

## Name
Der Name könnte sich vom rheinischen Wort Kall(e) für 'Wasserrinne, Straßenrinne' (< lateinisch canalis) herleiten oder auch möglicherweise von keltisch *Kalonā mit der Bedeutung 'Steinbach'.

## Geographie

### Verlauf
Weiersbach

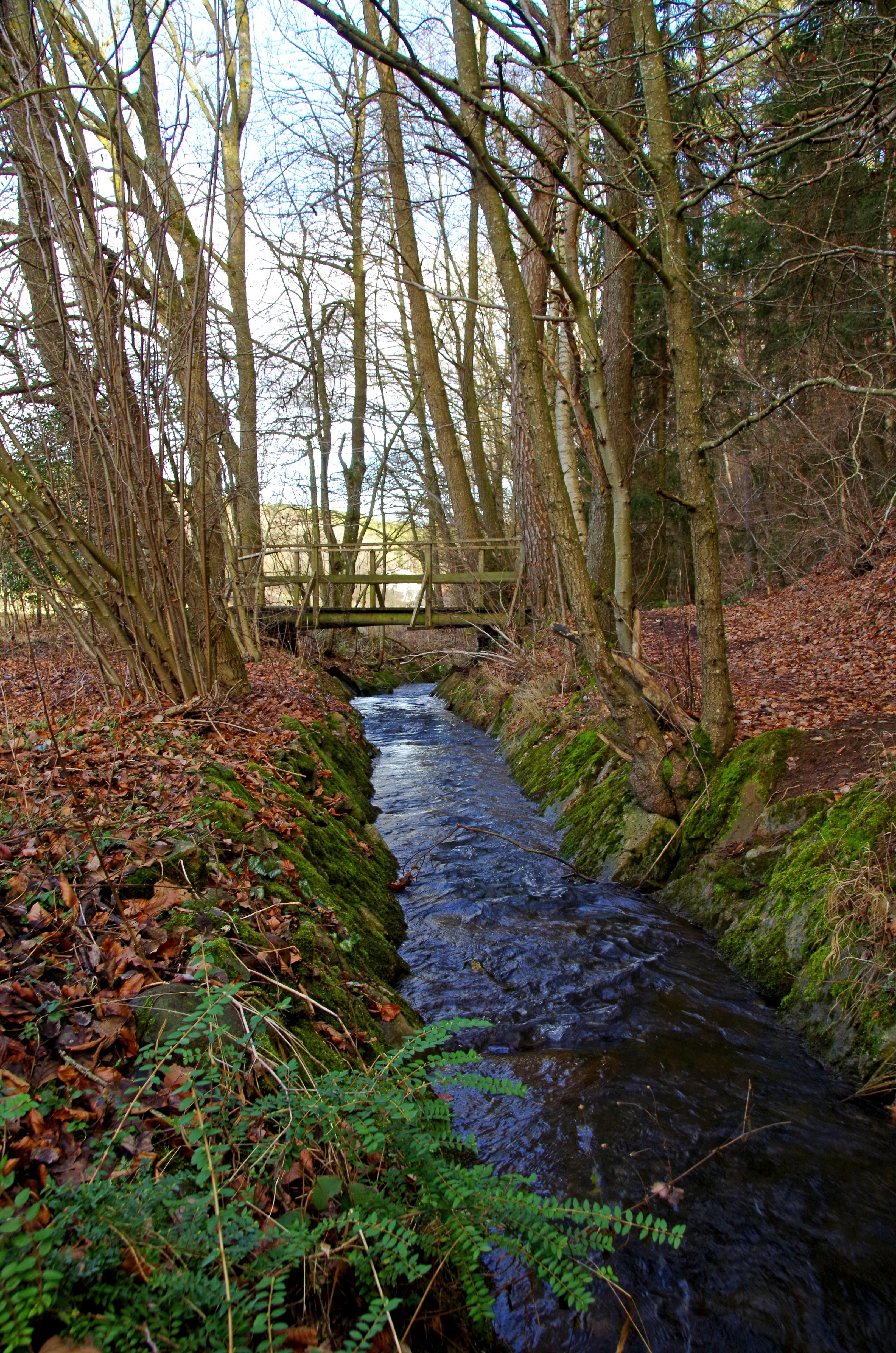
Brücke über den Kallbach

Der Weiersbach entspringt gut 800 Meter nordwestlich der Ortsmitte von Sistig auf einer Höhe von 533 m ü. NHN an der Bundesstraße 258.
Von hier aus fließt der Bach nach Nordosten auf Rinnen zu, passiert dabei Frohnrath auf dem linken Hang und nimmt etwa 600 Meter vor Rinnen von rechts den Salbersbach auf, der etwa einen halben Kilometer länger ist und südöstlich von Sistig am Rande einer Waldbucht entsteht.
Kallbach

Danach kehrt sich der nun Kallbach genannte Bach kurz nach Nordwesten in die Zuflussrichtung des Salbersbachs und umfließt dann in schneller Wende nach rechts den Fronrather Kopf, wonach ihm gleich der zwei Kilometer lange Rotzbach von links zuläuft. Nun auf Nordostlauf, fließt er durch das Naturschutzgebiet Kallbach und Rotzbach bis zum Ortsteil Golbach. Hier nimmt er von links den dreieinhalb Kilometer langen gleichnamigen Bach auf und fließt entlang der Landesstraße 105 nach Kall.
Im Dorf mündet der Bach von links und in fast rechtem Winkel in die dort von Süden kommende Urft.
Sein etwa  7,2 km langer Lauf endet circa 153 Höhenmeter unterhalb seiner Quelle, er hat somit ein mittleres Sohlgefälle von 21 ‰.

### Einzugsgebiet
Das 15,01 km² große Einzugsgebiet des Kallbachs liegt in der Nordeifel und wird über die Urft, die Rur, die Maas und das Hollands Diep  zur Nordsee entwässert.
Die Grenze des Einzugsgebietes zieht von der Mündung im Norden ungefähr westwärts auf den Gipfel des Kindshardt, von dort in einem einwärts gekrümmten Bogen etwa bis zur Einmündung der L 105 in die B 258 etwas westlich von Broich.
Ab hier läuft die B 258 südsüdostwärts recht genau auf der Wasserscheide, die auf der Krekeler Heide mit über 590 m ü. NHN den höchsten Punkt im Einzugsgebiet erreicht. Von dort an läuft sie in nordöstlicher bis nördlicher Richtung weiter, jeweils etwas westlich von Diefenbach, Steinfelderheistert und dann Rinnen und schließlich über den Pferdekopf und den Loshardt bis zur Mündung zurück; auf diesem gesamten Abschnitt entfernt sie sich nirgends mehr als 600 Meter vom Lauf des Salbersbachs und des Kallbachs. Das Einzugsgebiet ist deshalb merklich linkslastig.

### Zuflüsse
Von der Quelle zur Mündung, Daten nach ELWAS
| Stat. in km | Name        | GKZ    | Lage   | Länge in km | EZG in km² | MQ in l/s |
| ----------- | ----------- | ------ | ------ | ----------- | ---------- | --------- |
| 004,9540    | Salbersbach | 282262 | rechts | 002,9620    | 0003,5630  | 0046,620  |
| 004,0920    | Rotzbach    | 282264 | links0 | 002,0050    | 0002,0680  | 0025,140  |
| 001,9550    | Golbach     | 282266 | links0 | 003,460     | 0002,8920  | 0034,430  |